# Lozorno
Lozorno (deutsch Losorn, ungarisch Lozornó) ist eine Gemeinde in der Westslowakei mit 3158 Einwohnern (Stand 31. Dezember 2024), die zum Okres Malacky, einem Kreis des Bratislavský kraj gehört.

## Geographie
Sie liegt in der Záhorie am Fuße der Kleinen Karpaten, 22 km nördlich der Hauptstadt Bratislava und 16 km südlich von Malacky. 
Sie liegt 60 km (Luftlinie) östlich von Wien und etwa 10 km östlich der Grenze zwischen Österreich und der Slowakei.

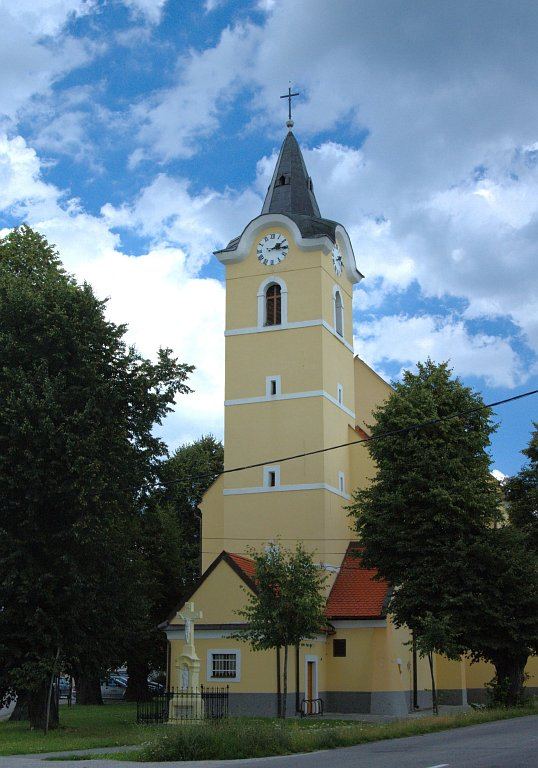
Kirche in Lozorno

## Geschichte
Der Ort wurde 1314 erstmals als Ezelarn schriftlich erwähnt.

## Bevölkerung
| Jahr                | 1994 | 2004     | 2014    | 2024    |
| ------------------- | ---- | -------- | ------- | ------- |
| Anzahl der Personen | 2545 | 2805     | 2960    | 3158    |
| Unterschied         |      | +10,21 % | +5,52 % | +6,68 % |

| Jahr                | 2023 | 2024    |
| ------------------- | ---- | ------- |
| Anzahl der Personen | 3174 | 3158    |
| Unterschied         |      | −0,50 % |

Ergebnisse nach der Volkszählung 2001 (2710 Einwohner):
| Nach Ethnie: - 98,01 % Slowaken - 0,66 % Tschechen - 0,48 % Sinti & Roma - 0,37 % Magyaren | Nach Religion: - 84,80 % römisch-katholisch - 10,33 % konfessionslos - 2,55 % keine Angabe - 0,77 % evangelisch |

## Verkehr und Wirtschaft
Der Ort hat eine Haltestelle an der Nebenbahnstrecke Zohor–Plavecký Mikuláš. 
Die nächste Anschlussstelle der Autobahn D2 ist 2 km entfernt.
Das Speditionsunternehmen Dachser betreibt in Lozorno einen seiner europaweit drei (Stand 2022) Eurohubs. Das Umschlaglager wurde 2017 um 12.500 Paletten-Stellplätze erweitert.

## Persönlichkeiten
- Anton Tkáč (1951–2022), Radrennfahrer

## Weblinks

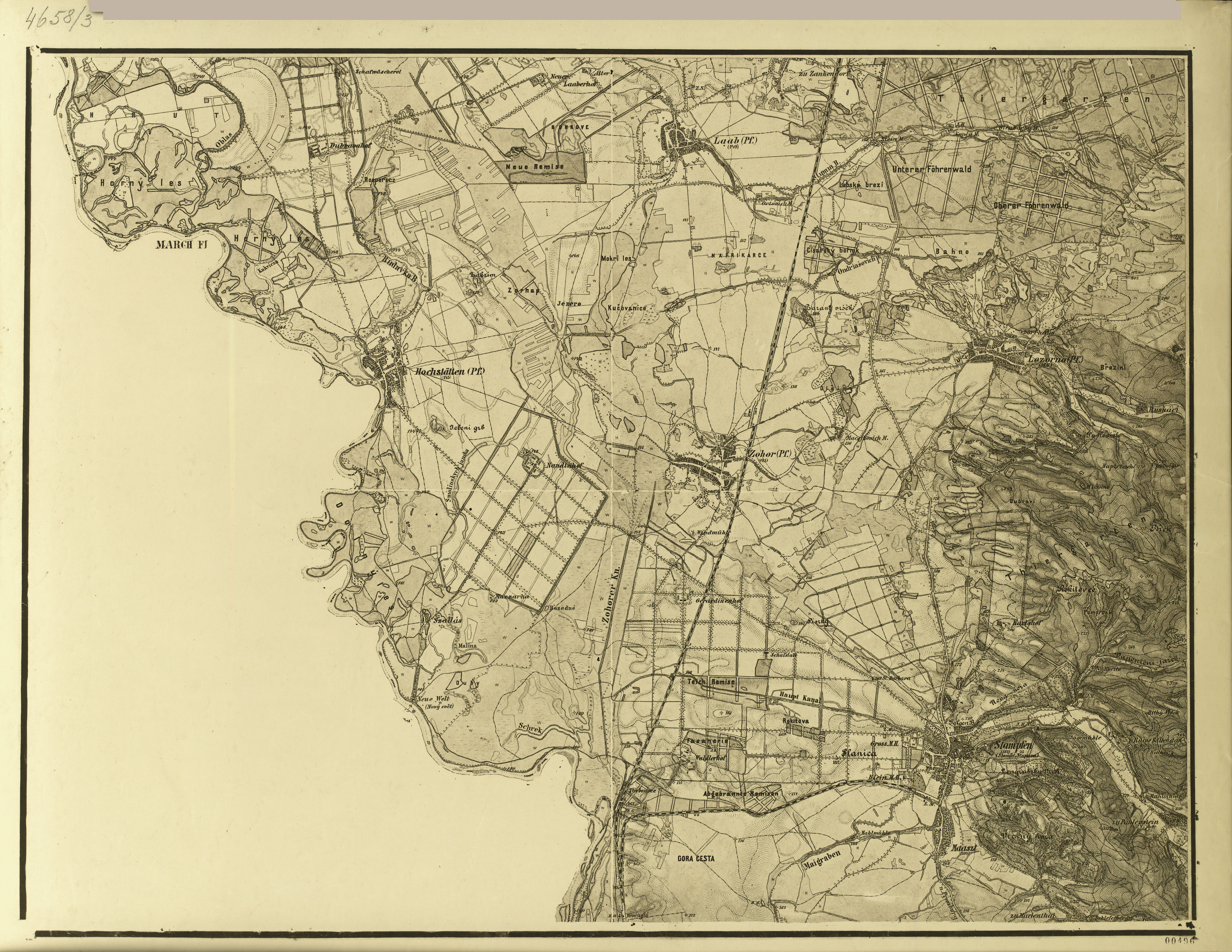
Lozorno (rechts) und Umgebung in der Landesaufnahme um 1873